# Leichtathletik-Länderkampf der Männer 1964 BR Deutschland – Polen
| 5. Leichtathletik-Länderkampf mit bundesdeutscher Beteiligung 1964 | 5. Leichtathletik-Länderkampf mit bundesdeutscher Beteiligung 1964 |
| ------------------------------------------------------------------ | ------------------------------------------------------------------ |
|                                                                    |                                                                    |
| Ländervergleich der Männer: BR Deutschland – Polen                 |                                                                    |
| Austragungsort                                                     | Köln                                                               |
| Wettbewerbe                                                        | 20                                                                 |
| Datum                                                              | 12./13. September 1964                                             |
| 1. POL 2. FRG                                                      | 112 Punkte 089 Punkte                                              |
| Chronik                                                            |                                                                    |
| ← FRG-ITA (M)                                                      | POL-FRG (F) →                                                      |

Im fünften Vergleich des Länderkampfjahres 1964 trafen die bundesdeutschen Männer auf die starken Polen, gegen die die Bundesrepublik Deutschland zuletzt drei Niederlagen in Folge hatte hinnehmen müssen. Dieser zweite Länderkampf des Jahres mit dem allgemeinen leichtathletischen Programm fand am 12./13. September in Köln statt. Auch die Frauen trugen parallel in Polen eine Begegnung mit diesem Gegner aus.

## Wettbewerbe und Modus
Auf dem Programm standen die bei Länderkämpfen üblichen zwanzig Disziplinen. Aus dem olympischen Wettbewerbskatalog fehlten nur der Marathonlauf, die beiden Gehwettbewerbe und der Zehnkampf. Die Wertung erfolgte in den Einzeldisziplinen nach dem Standardsystem, in den Staffeln wurden abweichend vom Standard vier zu eins Punkte vergeben.

## Ergebnis
Auch in diesem neunten Aufeinandertreffen der beiden Länder behielt die Mannschaft aus Polen eindeutig die Oberhand, in allen Bereichen waren die polnischen Leichtathleten dem bundesdeutschen Team überlegen. Bei je einem Doppelerfolg gewann Polen sechs Läufe und die Bundesrepublik Deutschland vier. Auch beide Staffeln gingen an Polen. Im Bereich Sprung konnte Deutschland nur den Stabhochsprung für sich entscheiden, die drei anderen Disziplinen sicherte sich Polen. In der Kategorie Wurf/Stoß lagen die polnischen Sportler bei drei Doppelerfolgen in allen vier Wettbewerben vorn. So siegte Polen in der Endabrechnung dieses neunten Aufeinandertreffens der beiden Länder mit 112 zu 89 Punkten sehr deutlich.

## Legende
Kurze Übersicht zur Bedeutung der Symbolik – so üblicherweise auch in sonstigen Veröffentlichungen verwendet:
| DNF | nicht im Ziel (did not finish) |

## Resultate

### 100 m
| Platz | Athlet              | Land | Zeit (s) |
| ----- | ------------------- | ---- | -------- |
| 1     | Marian Foik         | POL  | 10,3     |
| 2     | Wiesław Maniak      | POL  | 10,3     |
| 3     | Fritz Obersiebrasse | FRG  | 10,3     |
| 4     | Heinz Schumann      | FRG  | 10,4     |

Datum: 12. September

### 200 m
| Platz | Athlet              | Land | Zeit (s) |
| ----- | ------------------- | ---- | -------- |
| 1     | Marian Foik         | POL  | 20,9     |
| 2     | Heinz Schumann      | FRG  | 21,3     |
| 3     | Marian Dudziak      | POL  | 21,4     |
| 4     | Fritz Obersiebrasse | FRG  | 21,4     |

Datum: 13. September

### 400 m
| Platz | Athlet              | Land | Zeit (s) |
| ----- | ------------------- | ---- | -------- |
| 1     | Andrzej Badeński    | POL  | 46,5     |
| 2     | Manfred Kinder      | FRG  | 47,0     |
| 3     | Johannes Schmitt    | FRG  | 47,5     |
| 4     | Stanisław Swatowski | POL  | 48,0     |

Datum: 12. September

### 800 m
| Platz | Athlet             | Land | Zeit (min) |
| ----- | ------------------ | ---- | ---------- |
| 1     | Dieter Bogatzki    | FRG  | 1:48,1     |
| 2     | Zdzisław Lipkowski | POL  | 1:49,7     |
| 3     | Jerzy Bruszkowski  | POL  | 1:50,5     |
| 4     | Erwin Matzen       | FRG  | 1:53,9     |

Datum: 12. September

### 1500 m
| Platz | Athlet             | Land | Zeit (min) |
| ----- | ------------------ | ---- | ---------- |
| 1     | Bolesław Kowalczyk | POL  | 3:57,7     |
| 2     | Bernd Windel       | FRG  | 3:58,1     |
| 3     | Holger Hintzen     | FRG  | 3:58,4     |
| 4     | Lech Boguszewicz   | POL  | 3:59,3     |

Datum: 13. September

### 5000 m
| Platz | Athlet           | Land | Zeit (min) |
| ----- | ---------------- | ---- | ---------- |
| 1     | Harald Norpoth   | FRG  | 13:58,8    |
| 2     | Lech Boguszewicz | POL  | 13:59,0    |
| 3     | Lutz Philipp     | FRG  | 14:10,2    |
| 4     | Witold Baran     | POL  | 14:11,4    |

Datum: 12. September

### 10.000 m
| Platz | Athlet            | Land | Zeit (min) |
| ----- | ----------------- | ---- | ---------- |
| 1     | Kazimierz Podolak | POL  | 30:02,0    |
| 2     | Günter Bretag     | FRG  | 30:02,8    |
| 3     | Kazimierz Zimny   | POL  | 30:12,8    |
| DNF   | Horst Flosbach    | FRG  |            |

Datum: 13. September

### 110 m Hürden
| Platz | Athlet            | Land | Zeit (s) |
| ----- | ----------------- | ---- | -------- |
| 1     | Hinrich John      | FRG  | 14,1     |
| 2     | Werner Trzmiel    | FRG  | 14,2     |
| 3     | Jan Kołodziejczyk | POL  | 14,4     |
| 4     | Edward Bugała     | POL  | 14,6     |

Datum: 12. September

### 400 m Hürden
| Platz | Athlet               | Land | Zeit (s) |
| ----- | -------------------- | ---- | -------- |
| 1     | Ferdinand Haas       | FRG  | 51,0     |
| 2     | Bogusław Gierajewski | POL  | 51,1     |
| 3     | Horst Gieseler       | FRG  | 51,2     |
| 4     | Zdzisław Kumiszcze   | POL  | 52,0     |

Datum: 13. September

### 3000 m Hindernis
| Platz | Athlet            | Land | Zeit (min) |
| ----- | ----------------- | ---- | ---------- |
| 1     | Edward Szklarczyk | POL  | 8:53,8     |
| 2     | Manfred Letzerich | FRG  | 8:56,6     |
| 3     | Ludwig Müller     | FRG  | 9:07,4     |
| 4     | Edward Motyl      | POL  | 9:12,8     |

Datum: 13. September
Die Nachmessung ergab eine genaue Streckenlänge von 3055 Metern.

### 4 × 100 m Staffel
| Platz | Besetzung      | Land                                                             | Zeit (s) |
| ----- | -------------- | ---------------------------------------------------------------- | -------- |
| 1     | Polen          | Andrzej Zieliński Wiesław Maniak Marian Foik Marian Dudziak      | 39,5     |
| 2     | BR Deutschland | Manfred Knickenberg Heinz Schumann Gert Metz Fritz Obersiebrasse | 40,1     |

Datum: 12. September

### 4 × 400 m Staffel
| Platz | Besetzung      | Land                                                                  | Zeit (min) |
| ----- | -------------- | --------------------------------------------------------------------- | ---------- |
| 1     | Polen          | Jerzy Kowalski Wojciech Lipoński Stanisław Swatowski Andrzej Badeński | 3:06,0     |
| 2     | BR Deutschland | Jens Ulbricht Jürgen Kalfelder Johannes Schmitt Manfred Kinder        | 3:06,1     |

Datum: 13. September

### Hochsprung
| Platz | Athlet                | Land | Höhe (m) |
| ----- | --------------------- | ---- | -------- |
| 1     | Edward Czernik        | POL  | 2,16     |
| 2     | Wolfgang Schillkowski | FRG  | 2,09     |
| 3     | Ralf Drecoll          | FRG  | 2,03     |
| 4     | Czesław Kruszyński    | POL  | 1,95     |

Datum: 12. September

### Stabhochsprung
| Platz | Athlet                 | Land | Höhe (m) |
| ----- | ---------------------- | ---- | -------- |
| 1     | Klaus Lehnertz         | FRG  | 4,90     |
| 2     | Włodzimierz Sokołowski | POL  | 4,80     |
| 3     | Leszek Butscher        | POL  | 4,70     |
| 4     | Wolfgang Reinhardt     | FRG  | 4,60     |

Datum: 13. September

### Weitsprung
| Platz | Athlet             | Land | Weite (m) |
| ----- | ------------------ | ---- | --------- |
| 1     | Andrzej Stalmach   | POL  | 7,77      |
| 2     | Wolfgang Klein     | FRG  | 7,49      |
| 3     | Hans-Helmut Trense | FRG  | 7,43      |
| 4     | Józef Szmidt       | POL  | 7,25      |

Datum: 12. September

### Dreisprung
| Platz | Athlet              | Land | Weite (m) |
| ----- | ------------------- | ---- | --------- |
| 1     | Jan Jaskólski       | POL  | 16,26     |
| 2     | Ryszard Malcherczyk | POL  | 15,75     |
| 3     | Günter Krivec       | FRG  | 15,68     |
| 4     | Michael Sauer       | FRG  | 15,52     |

Datum: 13. September

### Kugelstoßen
| Platz | Athlet               | Land | Weite (m) |
| ----- | -------------------- | ---- | --------- |
| 1     | Władysław Komar      | POL  | 18,85     |
| 2     | Dietrich Urbach      | FRG  | 18,82     |
| 3     | Alfred Sosgórnik     | POL  | 18,67     |
| 4     | Heinfried Birlenbach | FRG  | 18,48     |

Datum: 13. September

### Diskuswurf
| Platz | Athlet            | Land | Weite (m) |
| ----- | ----------------- | ---- | --------- |
| 1     | Edmund Piątkowski | POL  | 59,58     |
| 2     | Zenon Begier      | POL  | 56,28     |
| 3     | Josef Klik        | FRG  | 55,15     |
| 4     | Jens Reimers      | FRG  | 53,16     |

Datum: 12. September

### Hammerwurf
| Platz | Athlet         | Land | Weite (m) |
| ----- | -------------- | ---- | --------- |
| 1     | Tadeusz Rut    | POL  | 66,10     |
| 2     | Olgierd Ciepły | POL  | 65,43     |
| 3     | Uwe Beyer      | FRG  | 64,40     |
| 4     | Hans Fahsl     | FRG  | 59,59     |

Datum: 12. September

### Speerwurf
| Platz | Athlet             | Land | Weite (m) |
| ----- | ------------------ | ---- | --------- |
| 1     | Janusz Sidło       | POL  | 80,59     |
| 2     | Władysław Nikiciuk | POL  | 78,17     |
| 3     | Hermann Salomon    | FRG  | 77,15     |
| 4     | Rolf Herings       | FRG  | 76,63     |

Datum: 13. September